# Gaio Flavio Fimbria
Gaio Flavio Fimbria (in latino Gaius Flavius Fimbria; ... – 84 a.C.) è stato un politico romano.

## Partigiano di Mario
Fimbria era figlio di Gaio Flavio Fimbria, che fu console nel 104 a.C. assieme a Gaio Mario. Nell'87 a.C. Fimbria, in qualità di tribuno o di praefectus equitum, fu al comando del reparto di cavalleria che uccise, nell'ambito della guerra civile, il figlio maggiore di Publio Licinio Crasso, che era stato console nel 97 a.C. e padre del triumviro Crasso. Il padre, disperato, si suicidò. Fimbria probabilmente mise a morte alcuni membri della gens Iulia.

## In Asia
Fimbria venne mandato nella provincia romana d'Asia nell'86 a.C. come legato di Lucio Valerio Flacco, ma entrò in polemica con lui e venne congedato. Approfittando dell'assenza di Flacco, che era a Calcedonia, e del malcontento che la sua severità e avarizia avevano suscitato nelle truppe, Fimbria fece scoppiare una rivolta che portò alla morte di Flacco a Nicomedia. Lui stesso assunse poi il comando dell'esercito e ottenne diversi successi contro Mitridate VI, che fu gravemente sconfitto a Pitane, città sulla costa ionica, grazie all'aiuto della flotta di Lucullo.
Fimbria trattò con grande crudeltà i popoli dell'Asia che si erano ribellati a Roma o che si schierarono più tardi con Silla. A Ilio (Troia) riuscì a entrare in città con un pretesto e massacrò gli abitanti incendiando infine la città e poi ricostruendola (Troia IX), ma nell'84 a.C. Silla passò in Asia dalla Grecia, stipulò la pace con Mitridate e si diresse con le proprie legioni contro Fimbria che, non vedendo vie di scampo, si uccise.